# Francisco Salzillo
Francisco Salzillo y Alcaraz (12 de maio de 1707 - 2 de março de 1783  ) foi um escultor espanhol . É o mais representativo criador de imagens espanholas do século XVIII e um dos maiores do Barroco . Francisco Salzillo trabalhou exclusivamente em temas religiosos, e quase sempre em madeira policromada. Realizou centenas de peças que se distribuem por toda a Região de Múrcia e algumas nas províncias limítrofes. A Guerra Civil Espanhola (1936–1939) causou a destruição de muitas das obras de Salzillo. Algumas de suas obras-primas incluem seu trabalho religioso não processional , suatrabalho, e seu grande presépio
- História da Arte ISBN 978-84-471-0476-5